# Verjnebakanski
Verjnebakanski (del ruso: Верхнебаканский) es un posiólok de la unidad municipal de la ciudad de Novorosíisk del krai de Krasnodar, en el sur de Rusia. Está situado en la cabecera del río Bakanka, constituyente del río Adagum, 15 km al noroeste de Novorosíisk y 106 km al suroeste de Krasnodar, la capital del krai. Tenía 6 773 habitantes en 2010
Es centro del municipio Verjnebakanski, al que pertenece asimismo Gorni.

## Historia
La stanitsa Verjnebakanskaya fue fundada en 1862. como parte del otdel de Tamán del óblast de Kubán, al que perteneció en 1920. El 14 de mayo de 1930 la stanitsa fue promovida a asentamiento obrero y rebautizada con el nombre actual. Entre 1939 y 1953 fue designado centro del raión de Verjnebakanski. Con la reforma administrativa de 2005 fue designada centro del ókrug rural Verjnebakanski.

## Demografía
| 1959  | 1970  | 1979  | 1989  | 2002  | 2010  |
| ----- | ----- | ----- | ----- | ----- | ----- |
| 6 090 | 6 275 | 6 144 | 6 513 | 6 660 | 6 773 |

### Composición étnica
De los 6 660 habitantes que tenía en 2002, el 87.1 % era de etnia rusa, el 4.9 % era de etnia armenia, el 2.5 % era de etnia ucraniana, el 1.1 % era de etnia tártara, el 1 % era de etnia turca, el 0.6 % era de etnia azerí, el o.4 % era de etnia bielorrusa, el 0.2 % era de etnia georgiana, el 0.1 % era de etnia gitana y el 0.1 % era de etnia griega.

## Economía y transporte
Las principales industrias de la localidad son la fábrica de cemento de Verjnebakanski, la fábrica de plásticos EFE, la fábrica de cemento Pervomaiski, propiedad de Novorostsement y una base petrolífera de la compañía estatal Rosneft.
La localidad cuenta con una estación (Tonnelnaya) en la línea Novorosíisk-Krymsk. En la localidad se separan la carretera A146 Novorosíisk-Krasnodar y la carretera federal M25.